# محمد بن القاسم العلوي
محمد بن القاسم، المعروف أيضًا باسم صاحب تالقان، كان علويًا قاد ثورة زيدية ضد الخلافة العباسية في تالقان لكنها فشلت، وتالقان تقع اليوم في شمال شرق أفغانستان.
اسمه الكامل: محمد بن القاسم بن علي بن عمر الأشرف بن علي زين العابدين بن الحسين بن علي بن أبي طالب.
قاد ابن القاسم ثورة علوية في تالقان في سنة 219 هـ (834 م)، في عهد الخلافة العباسية المعتصم. إلا أن المعتصم هزمه وقبض عليه وحمله إلى بغداد واحتجزه في قصره.
وبعد فترة وجيزة، تمكن محمد من الفرار ولم يسمع عنه مرة أخرى أو يُقبض عليه. اعتقد البعض أن ابن القاسم مات أو هرب، بينما اعتقد بعض المؤمنين به أن الله سيّر له الأسباب لينجو.
أحفاد محمد الصوفي:
هناك خلاف في نسل محمد الصوفي، فمؤلف الفخري والشيخ تقي الدين الحلائي يرى أنهم ربما انقرضوا. إلا أن كتاب الأصيل في أنساب الطالبيين يذكر أن أحفاد القاسم (الذي لم يكن من ولده إلا محمد الصوفي) مستمرون إلى يومنا هذا. وهذا نص كتاب الأصيل في أنساب الطالبيين :
كان لعلي الأصغر بن عمر الأشرف ذرية من ثلاثة من أبنائه:
1. القاسم الذي كان له ذرية .
2. عمر الشجري .
3. أبو محمد الحسن.
وجاء في المبسوط أنه «يرجع نسبه إلى ثلاثة رجال: القاسم، وعمر الشجري، وأبو محمد الحسن».
وأيضاً ابن عنبة، وهو لعله أشهر العلماء في علم أنساب الطالبيين، يجد عشيرة من ذرية في الفيض بكربلاء، ويذكر نسبهم. وهذا هو النص من عمدة الطالب:
وهذا أبو جعفر محمد الصوفي هو جد (ابن برجم) المعروف بمحمد بن محمد، وأولاده الآن في بنت جبيل في منطقة جبل عامل. كان أجداده يسكنون في منطقة الحائر، في جوار عائلة أبو الفايز. (كربلاء)
قال: أنا محمد بن محمد بن أحمد بن أحمد بن محمد بن العباس بن عمر بن إسحاق بن موسى بن حمزة بن أحمد بن علي بن حمزة بن العباس بن الحسن بن علي بن إسحاق بن محمد بن جعفر بن محمد الصوفي.
هؤلاء هم الذين شهد لهم أبو حرب محمد النصباء بن محمد الحسني الأصغر أنهم من نسل عمر الأشرف بن زين العابدين عليه السلام. والله أعلم.
وهناك أيضًا بعض الأحفاد في شمال الهند الذين هاجروا من بلخ ومشهد، وفقًا للكتب المبكرة لسادة الهند، وهم من نسل ابنه زيد. ومن المفارقات أن بلخ هي أقرب منطقة إلى تالقان.

## طالع أيضًا
- قائمة هاربين اختفوا[الإنجليزية]

## روابط خارجية
- الفرق بين الفرق، للإسفرايني، ص٤٣. 31
- مقاتل الطالبيين ، لأبي الفرج الأصفهاني ، ص . 577